# Willem Bos (1893-1960)
Willem Bos (Oirschot, 17 december 1893 - Baarn, 23 november 1960) was een Nederlands bestuurder.

## Leven en werk
Bos was een zoon van Johannes Bos en Maaike van der Woude. Bos was van origine kurkenhandelaar. Bos trad op 5 september 1939 toe als gemeenteraadslid van de gemeente Baarn. Hij bleef lid van de gemeenteraad tot 29 augustus 1942 omdat het gemeentebestuur op dat moment werd gedwongen af te treden en plaats diende te maken voor een Duits-gezind bestuur. Na de oorlog werd Bos gevraagd plaats te nemen in het nieuwe gemeentebestuur. Hiertoe werd Bos op 17 juli 1945 door de Commissaris der Koningin benoemd tot wethouder van de gemeente Baarn. Bos werd tevens benoemd tot waarnemend burgemeester. Hij zou dit tot 16 maart 1946 blijven. Op 30 maart 1946 werd Mr. Frans van Beeck Calkoen benoemd tot burgemeester van Baarn. Na zijn politieke carrière trok Bos zich terug uit de politiek en richtte zich weer op zijn kurkenhandel. Bos overleed op 23 november 1960 in Baarn alwaar hij op 26 november 1960 werd begraven op de Nieuwe algemene begraafplaats.